# Trirhabda labrata
Trirhabda labrata es una especie de insecto coleóptero de la familia Chrysomelidae.
Fue descrita científicamente en 1907 por Fall.